# Andrei Alexejewitsch Jakowlew
Andrei Alexejewitsch Jakowlew (russisch Андрей Алексеевич Яковлев, englisch Andrei Alekseyevich Iakovlev; * 18. August 1992 in Sankt Petersburg) ist ein ehemaliger russischer Tennisspieler.

## Karriere
Jakowlew, der mit sieben Jahren mit Tennis begann, spielte bis 2010 Turniere auf der ITF Junior Tour und konnte dort mit Rang 181 Anfang des Jahres seine beste Platzierung in der Junior-Weltrangliste erreichen.
Bei den Profis spielte Jakowlew eher selten und unregelmäßig. Zweimal kam er dabei zu einer Teilnahme an einem Turnier der ATP World Tour. 2010 und 2012 verlor er mit seinem Partner Alexander Schurbin jeweils deutlich im Doppel. Genau wie bei seinen weiteren Turnierteilnahmen an der Qualifikation von Turnieren der ATP Challenger Tour, musste er sich immer auf Wildcards der Turnierverantwortlichen verlassen. In der Challenger-Qualifikation gewann er kein Match und bekam oft die Höchststrafe von 0:6, 0:6. In der Weltrangliste konnte er sich in Einzel und Doppel jeweils nur außerhalb der Top 1000 platzieren. 2019 spielte er sein letztes Turnier.